# 니콘 D40

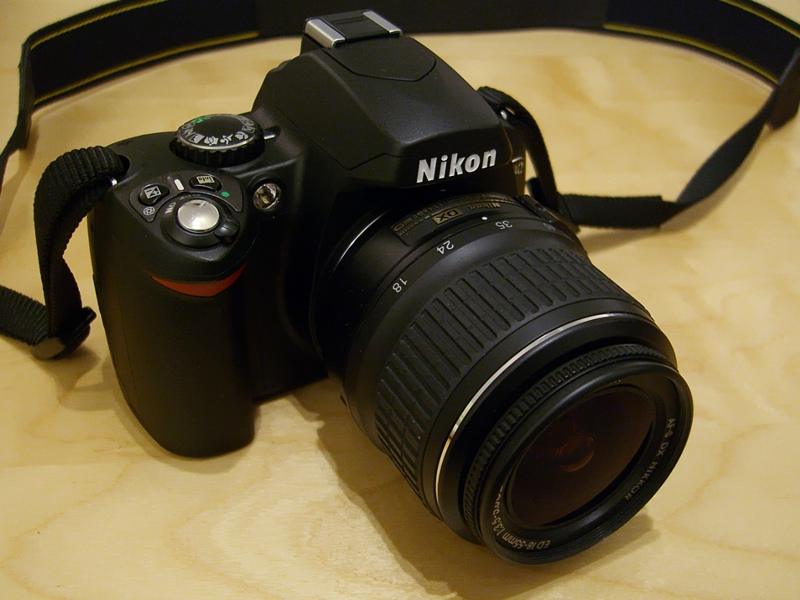
니콘 D40

니콘 D40(Nikon D40)은 2006년 11월 16일에 발표된 니콘의 디지털 SLR이다. 니콘 디지털 SLR 중 가격이 가장 저렴한 보급형 모델이다. 610만 유효 화소 CCD를 가지고 있다. 가격을 낮추기 위해 니콘 D50의 여러 기능들이 생략되거나 단순화되었다.
니콘 D40에는 다른 니콘 DSLR에는 있던 카메라 내장 기계식 작동 구동 모터가 사라졌다는 것이 가장 큰 단점 중 하나이다. (니콘 최초의 無모터 모델이다.) 니콘 D40를 시작으로 뒤따라 출시되는 다른 모든 APS-C 기종의 보급형 및 입문자형 DSLR 카메라에는 초점 구동 모터를 탑재하지 않는다. 따라서 니콘 AF-S, 니콘 AF-I 렌즈와 같이 자동 초점 모터를 내장하고 있는 렌즈에서만 자동 초점이 가능하고, 다른 렌즈들에서는 수동 초점만 가능하다. 많은 수의 니콘 렌즈들(특히 단렌즈)은 모터를 내장하고 있지 않다는 것을 고려할 때, 그리고 DSLR 사용중 MF(수동 초점)은 상당히 비효율적이라는 점을 생각한다면 렌즈 선택의 폭은 상당히 줄어든다.
니콘 D40의 주요 경쟁 제품으로는 캐논 EOS 400D, 펜탁스 K110D, 올림푸스 E-400 등이 있다.

## 사진

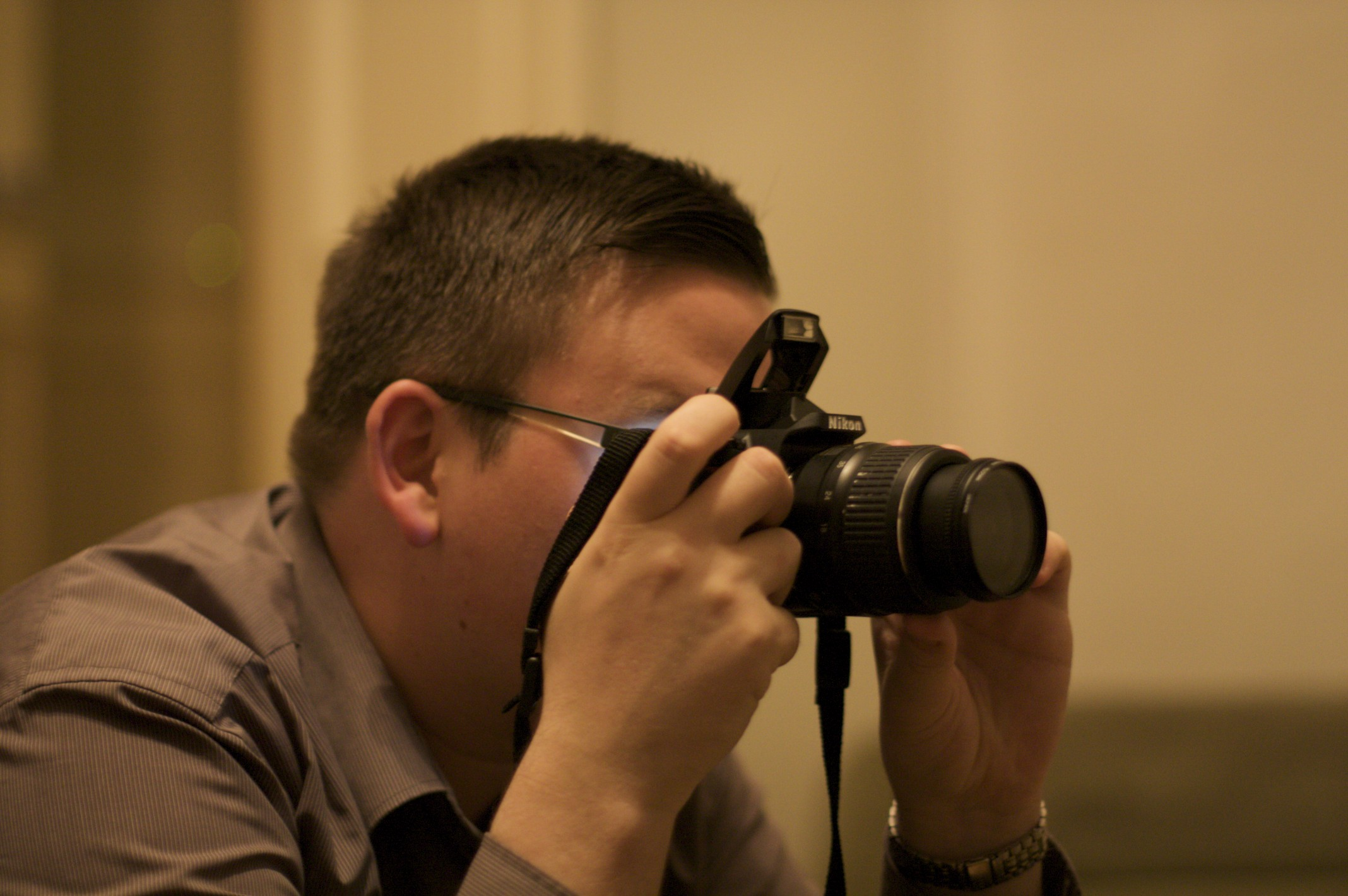
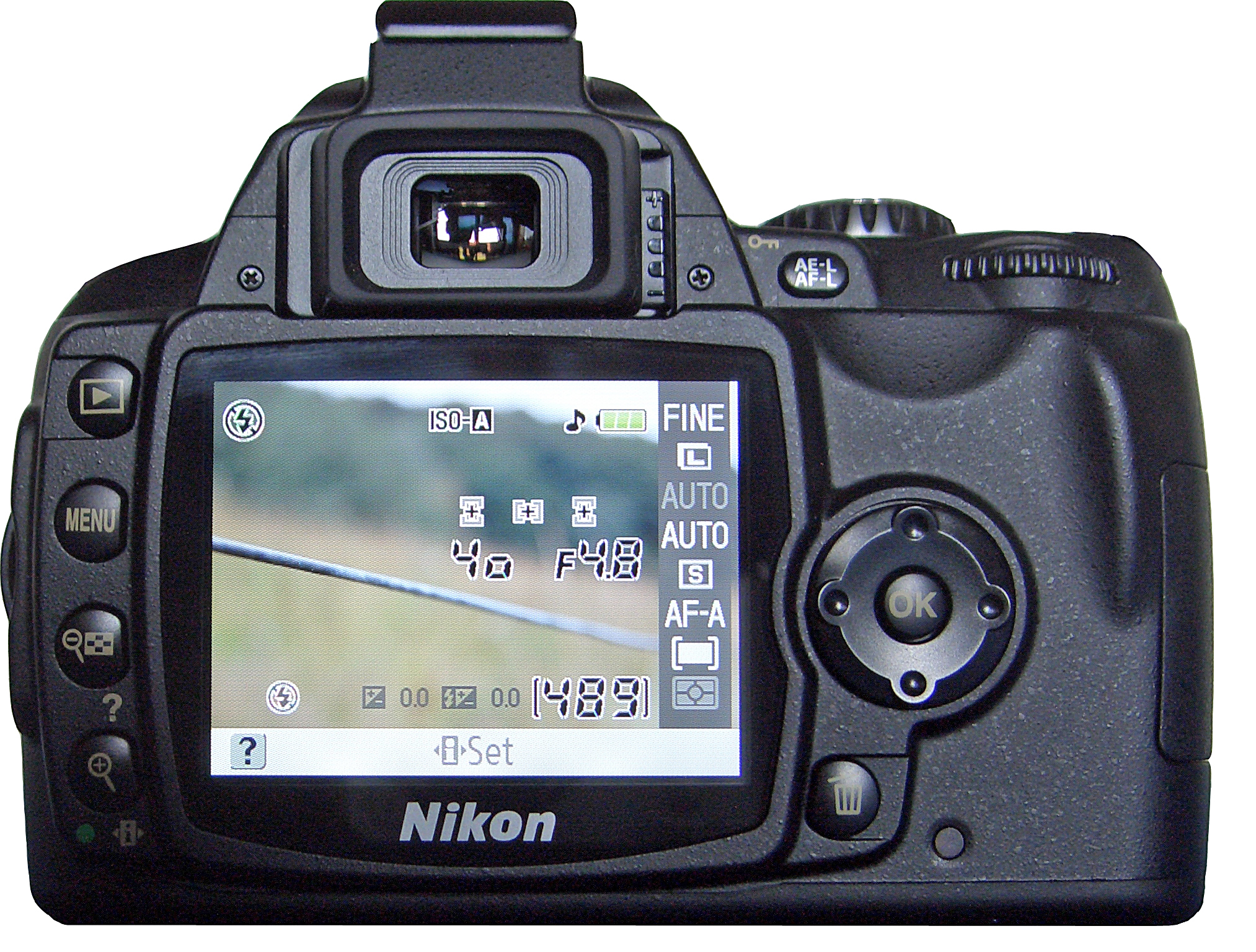
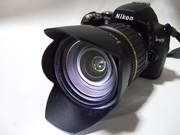
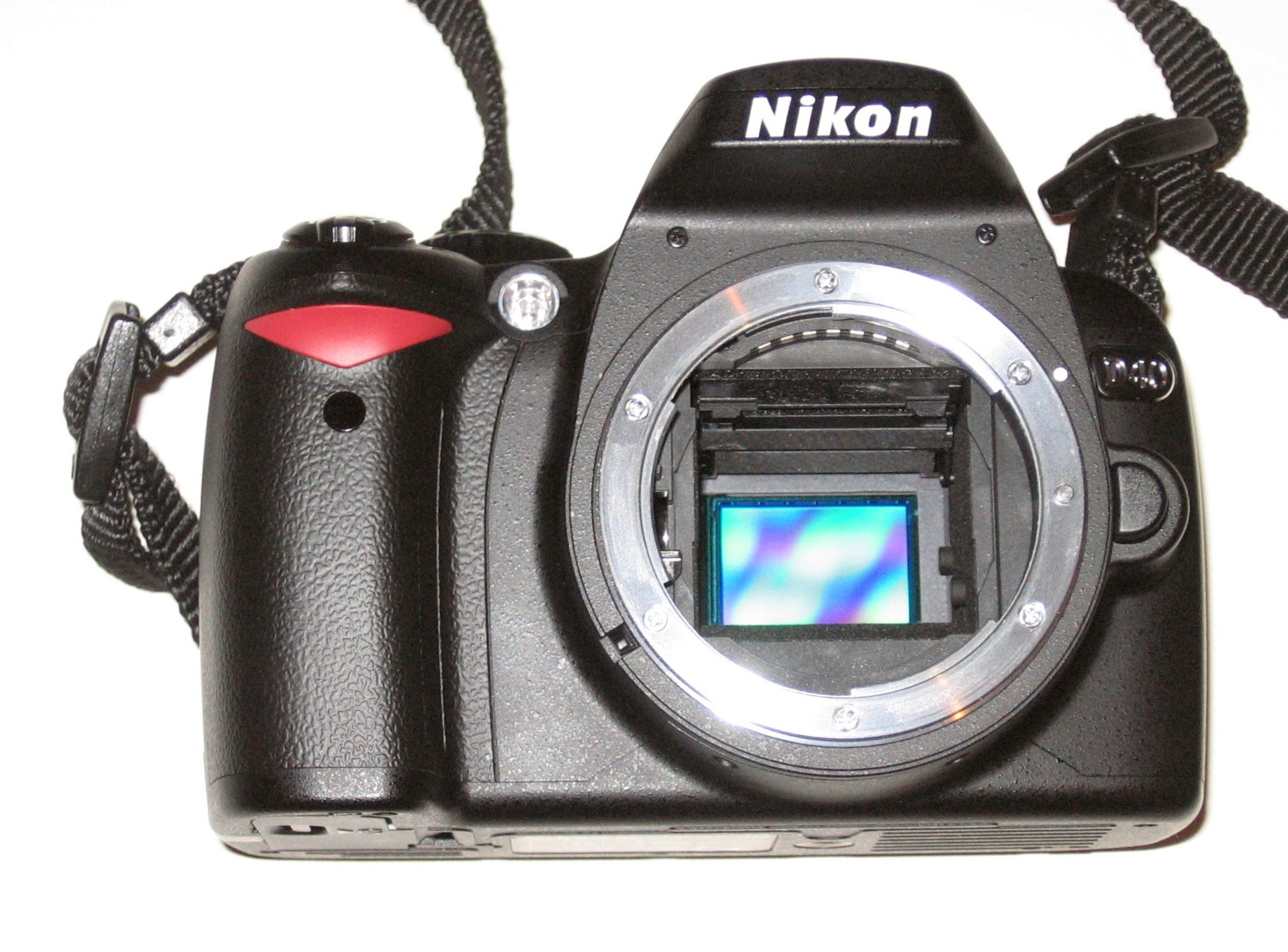